# ジェフ・ウォーカー
ジェフ・ウォーカー（本名：ジェフリー・ウォーカー、Jeffrey "Jeff" Walker、1969年3月25日 - ）は、イギリス・イングランド出身のヘヴィメタル・ミュージシャン（ベーシスト、ボーカリスト）。
デスメタル/グラインドコア・バンド「カーカス」での活動で最も知られる。

## 概要・背景

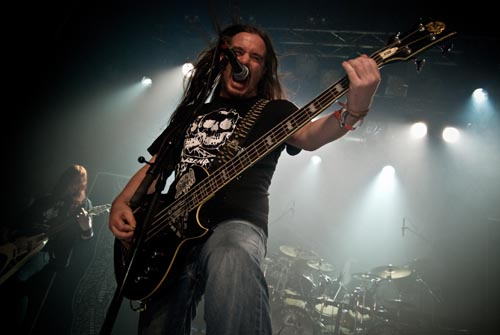
カーカス再結成時 - ノルウェー公演 (2007年8月)

カーカスの主たる作詞家でもある。カーカス活動前には、パンク・ロックバンド・エレクトロ・ヒッピーズで活動していた。また、カーカスが1995年に解散すると、カーカスの他の2人のメンバーと共にヘヴィメタル/ハードロックバンド・ブラックスターを結成し活動した。同バンドは、その後にブラックスター・ライジングにバンド名を変更したが、それから間もなく解散した。
また、ミュージシャンとしての活動に加えて、数枚のアルバムのディスクジャケットのデザインも手掛けており、その中にはナパーム・デスの1stアルバム『スカム』も含まれる。また、ロンドンのクラスト・パンクバンド、アックスグラインダーのアルバム『The Rise of the Serpent Men』のデザインや、リヴァプール出身のデスメタルバンド・Diamanthianのロゴのデザインも手掛けている。また、Diamanthianの1stアルバムではプロデューサーも務めた。
その一方で、ウォーカーは急進的な活動家としてリヴァプールでは有名だった。特に、ハント・サボタージュ等も行ったことがある。
ウォーカーは、カーカスで同僚のビル・スティアーと共に、ネクロシス・レコード (Necrosis Records)というレコード・レーベルを短期間運営していた。同レーベルは、カーカスの所属するイヤーエイク・レコードのサブレーベルとして活動しており、ノルウェーのカダヴァーやアメリカ合衆国のRepulsionといったバンドと契約していた。
ウォーカーは、ビル・スティアーと共に、BBCのSFコメディテレビドラマ『宇宙船レッド・ドワーフ号』に出演したことがある。ウォーカーは、第3シリーズ第5話『Timeslides』で、劇中のバンドSmeg and the HeadsのベーシストGazza (neo-Marxist nihilist anarchist)として出演している。
2006年には、Jeff Walker Und Die Fluffersの名義で、ソロアルバム『Welcome to Carcass Cuntry』をリリース。同アルバムでは、ヘヴィメタルの影響を受けつつもカントリー・ロックやブルース・ロックの楽曲を演奏している。このアルバムには、カーカスで同僚だったビル・スティアーやケン・オーウェン、HIMのメンバーも参加している。
ウォーカーは、ナパーム・デスのアルバム『The Code Is Red...Long Live the Code』でセッションボーカルとして参加したり、This Is Menaceに参加したりしている。フィンランドのグラインドコア/デスメタルバンドのTo Separate the Flesh from the Bonesのライブにも参加したこともある。
2006年よりブルヘリアでも活動。2007年からは、カーカスを再結成し活動を続けている。再結成後にはヴァッケン・オープン・エアにも出演した。2013年にはカーカス17年ぶりの新アルバムをリリース。

## ディスコグラフィ

### Jeff Walker Und Die Fluffers
- 2006年 Welcome to Carcass Cuntry

### カーカス
カーカス#ディスコグラフィを参照

### ブルヘリア
- 2008年 Debilador (Single)

### ブラックスター
- 1996年 Demo (Demo)
- 1997年 Barbed Wire Soul